# V Giochi dei piccoli stati d'Europa
IV Giochi dei piccoli stati d'Europa si svolsero a Malta dal 25 al 29 maggio 1993.

## Storia
Malta portò i Giochi ad un livello superiore, con un incremento nel numero di sport praticati. L'Islanda dominò nuovamente i Giochi, conquistando 36 medaglie d'oro, seguita da Cipro e Lussemburgo con 26 e 8 medaglie d'oro.

## I Giochi

### Paesi partecipanti
- Andorra
- Cipro
- Islanda
- Liechtenstein
- Lussemburgo
- Malta
- Monaco
- San Marino

### Sport
I Giochi coinvolsero discipline sportive nei seguenti 8 sport:
- Atletica leggera
- Ciclismo
- Judo
- Nuoto
- Pallacanestro
- Pallavolo
- Tennis
- Tiro